# Herbert Olschok
Herbert Olschok (* 3. September 1951 in Brünlos) ist ein deutscher Schauspieler, Theaterregisseur, Hörspielsprecher und Schauspiellehrer.

## Leben
Herbert Olschok wuchs in seinem Heimatdorf auf und studierte von 1973 bis 1976 an der Hochschule für Musik und Theater Rostock. Von Beginn seiner Laufbahn an arbeitete er als Schauspieler und Regisseur. Sein erstes Engagement führte Olschok von 1976 bis 1979 an das Theater Rudolstadt, danach ging er bis 1982 an das Mecklenburgische Staatstheater Schwerin. Noch während eines einjährigen Gastspiels an den Bühnen der Stadt Gera in der Spielzeit 1982/83, wirkte er gleichzeitig am Berliner Ensemble, dem er bis zur Maueröffnung angehörte. Als Schauspieler arbeitete er in dieser Zeit mit bekannten Regisseuren wie Peter Palitzsch, Heiner Müller oder Thomas Langhoff. 1990 ging Olschok für einige Zeit nach Kanada. Dort unterrichtete er als Dozent an der University of Toronto und arbeitete an verschiedenen Theatern.
Nach Deutschland zurückgekehrt, bekleidete Olschok von 1992 bis 1994 am Nationaltheater Weimar, von 1994 bis 2000 am Theater Chemnitz und erneut von 2006 bis 2009 am Anhaltischen Theater Dessau jeweils den Posten des Schauspieldirektors. Von 2000 bis 2005 war er vorübergehend freischaffend tätig. Ab 2009 fungierte Olschok bis 2013 als künstlerischer Leiter am Berliner Theater im Palais. Weitere Regieaufgaben übernahm er seitdem am Theater Chemnitz, am Theater und Orchester Neubrandenburg/Neustrelitz und am Theater in Heilbronn.
Neben seiner Dozentur in Toronto lehrte Olschok darüber hinaus an der Hochschule für Schauspielkunst „Ernst Busch“ Berlin und der Hochschule für Musik und Theater „Felix Mendelssohn Bartholdy“ Leipzig. Mit Beginn des Jahres 2013 übernahm er bis 2016 die Leitung der Abteilung „Schauspiel“ an der Theaterakademie Vorpommern in Zinnowitz.
Zusätzlich zu seiner umfangreichen Tätigkeit am Theater findet Olschok auch immer wieder Zeit für Arbeiten vor der Kamera. Nach seinem Debüt Anfang der 1980er-Jahre ist er regelmäßig auf dem Bildschirm zu sehen, vornehmlich als Gastdarsteller in Fernsehserien. Bis zum Beginn der 1990er-Jahre war er daneben ein vielbeschäftigter Hörfunksprecher in zahlreichen Produktionen des Rundfunks der DDR.
Herbert Olschok lebt in Berlin.

## Filmografie (Auswahl)
- 1982: Die Spaghettibande
- 1983: Polizeiruf 110 – Der Selbstbetrug
- 1987: Der Hauptmann von Köpenick
- 1988: Der Staatsanwalt hat das Wort – Zerschlagene Liebe
- 1988: Der Staatsanwalt hat das Wort – Da mach’ ich nicht mit
- 1988: Felix und der Wolf
- 1988: Schwein gehabt
- 1989: Treffen in Travers
- 1989: Großer Frieden
- 1990: Rückwärtslaufen kann ich auch
- 1991: Ein Engel namens Flint (5 Folgen als Franz)
- 1991: Trutz
- 1991: Varieté (Kurzfilm)
- 1992: Tatort – Tod aus der Vergangenheit
- 1992: Banale Tage
- 1997: Tatort – Bierkrieg
- 2000: Jahrestage
- 2002: Körner und Köter
- 2002: Polizeiruf 110 – Angst um Tessa Bülow
- 2003: Tatort – Mietsache
- 2004: SOKO Köln – Mietsache Mord
- 2004: Der letzte Zeuge – Der Fluch der verlorenen Schätze
- 2004–2012: In aller Freundschaft (3 Folgen)
- 2005: Wolffs Revier – Alles aus Liebe
- 2005: Sommer vorm Balkon
- 2006: Polizeiruf 110 – Tod im Ballhaus
- 2007–2008: Tierärztin Dr. Mertens (2 Folgen)
- 2008: Die Brücke
- 2009–2010: SOKO Leipzig (2 Folgen)
- 2011: Unknown Identity
- 2011: SOKO Wismar – Wunderkind
- 2011: Der Kriminalist – Sucht
- 2012: Stralsund – Blutige Fährte
- 2012: Danni Lowinski – Bittere Pille
- 2012: Ein Jahr nach morgen
- 2013: Sputnik
- 2017: Die Spezialisten – Im Namen der Opfer – Zu treuen Händen
- 2025: Erzgebirgskrimi – Wintermord

## Hörspiele (Auswahl)
- 1979: Tatbestand (Folge: Ein richtiges Leben) – Autor: Claus B. Schröder – Regie: Christoph Schroth
- 1981: Gianni – Autor: Joachim Staritz – Regie: Barbara Flath
- 1986: Der Schimmelreiter – Autor: Theodor Storm – Regie: Werner Buhss
- 1987: Des Königs neue Kleider – Autor: Hans Christian Andersen – Regie: Peter Brasch
- 1987: Marsgeschichten – Autor: Ray Bradbury – Regie: Bert Bredemeyer
- 1987: Die Gespenstin – Autorin: Andrea Czesienski – Regie: Peter Brasch
- 1987: Herr Heinrich, das Ungeheuer – Autor: Thomas Rosenlöcher – Regie: Peter Brasch
- 1988: Die Irrfahrten des Odysseus – Autor: Homer – Regie: Werner Buhss
- 1988: Die kleine Seejungfrau (Gruppenszenen) / Der kleine und der große Klaus (Wirt, Gruppenszenen) – Autor: Hans Christian Andersen – Regie: Werner Buhss (Litera)
- 1989: Sechse kommen durch die ganze Welt (Karl Keuler) – Autoren: Brüder Grimm – Regie/Bearbeitung: Peter Brasch (Litera)
- 1989: Die Geschichte vom verlorenen Sohn – Autor: Thomas Fritz – Regie: Werner Buhss
- 1989: Die Prinzessin von Banalien – Autorin: Marie von Ebner-Eschenbach – Regie: Peter Brasch
- 1989: Der Trommler – Autoren: Brüder Grimm – Regie: Peter Brasch
- 1989: Die Möbelpacker – Autor: Martin Marko – Regie: Detlef Kurzweg
- 1990: Linda und der Lindwurm – Autorin: Waltraud Meienreis – Regie: Peter Brasch
- 1990: Hannes, mein Knecht – Autor: Ernst Röhl – Regie: Manfred Täubert
- 1990: Rost – Autor: Christoph Ullmann – Regie: Karlheinz Liefers
- 1991: Die Höllenfahrt des Bertolt Brecht – Autor: Holger Teschke – Regie: Karlheinz Liefers